# ميكي جروم
ميكي جروم (بالإنجليزية: Micky Groome)‏ هو كاتب أغاني بريطاني، ولد في 20 مارس 1951 في هيميل هيمبستيد ‏ في المملكة المتحدة.

## وصلات خارجية
- ميكي جروم على موقع ميوزك برينز (الإنجليزية)
- ميكي جروم على موقع ديسكوغز (الإنجليزية)